# Phán xét cuối cùng (mảnh tam liên họa của Bosch)
Phán xét cuối cùng là một tam liên họa của một học trò họa sĩ Hieronymus Bosch. Không như hai tam liên họa khác cùng tên, ở Viên và ở Brugge, tác phẩm này chỉ còn lại một mảnh tồn tại đến ngày nay. Bức họa hiện đang được trưng bày tại Alte Pinakothek, München.
Sau những hư hại, mảnh họa đã được sơn lại rất dày, về sau lớp sơn bị loại bỏ vào năm 1936.